# Stigmella mirabella
Stigmella mirabella là một loài bướm đêm thuộc họ Nepticulidae. Loài này có ở Amur và Primorye regions of Nga.
Ấu trùng ăn Betula dahurica. They mine the trunks of their host plant.